# 김화읍 (김화군)
김화읍(金化邑)은 조선민주주의인민공화국 강원도 김화군의 읍으로, 구 금성면이다. 금성천이 지난다.

## 역사
- 원래 구 금성군의 중심지였으나, 김화군과 통합하여 변두리가 되었다.
- 금강산선 금성역이 있었으나 한국 전쟁으로 폐선되었다.
- 한국 전쟁을 거치며 원래의 김화읍은 대부분이 대한민국 관할이 되고, 남은 지역도 휴전선에 접하게 되었다. 앞서 1952년 금성면이 금성리로 재편되었다.
- 1954년 구 금성면을 김화읍으로 재편했다.

## 교통
평강군과 김화, 창도군과 김화를 잇는 도로가 있다. 철도는 현재 철거되어 없다. 옛 금강산선 철도는 창도군지역과 원래의 김화읍, 철원군을 이었다.

## 문화재
- 김화당느릅나무